# Ángel Castro y Argiz
Ángel María Bautista Castro y Argiz (5 tháng 12 năm 1875 – 21 tháng 10 năm 1956) là nông dân và doanh nhân người Cuba gốc Tây Ban Nha, là cha của các nhà lãnh đạo Cuba Fidel, Raúl và Ramón Castro.

## Thân thế
Ángel Castro chào đời tại Láncara, trong một ngôi nhà nhỏ bằng đá đặc trưng của nông dân nghèo Galicia thời đó,:25 cha tên là Manuel de Castro y Núñez (Láncara, k. 1853 – Láncara, 12 tháng 6 năm 1903) và mẹ tên là Antonia Argiz y Fernández (Láncara, 1857 – Láncara, 16 tháng 11 năm 1887), cả hai kết hôn ở Láncara vào ngày 16 tháng 8 năm 1873. Khi mới mười sáu hoặc mười bảy tuổi, ông đi lính cho quân đội Tây Ban Nha và đặt chân đến Cuba trong Chiến tranh giành độc lập lần thứ hai. Ông đóng quân ở dải đất mới khai phá nằm giữa Júcaro và Morón.
Sau thất bại của thực dân Tây Ban Nha năm 1898, Castro cùng quân đội trở về cố quốc Tây Ban Nha và quay trở lại Láncara. Là một kỵ binh trong Quân đội Tây Ban Nha không có tương lai, cuối cùng ông quyết định đứng về phía người Cuba thuộc Tây Ban Nha được di cư tới Cuba qua cảng La Habana vào năm 1905, ngay sau khi một người chú làm như vậy. Ông đến đây vào năm 1906 cùng với người anh trai Pedro “Và không một xu dính túi, ông bắt đầu làm việc, phẫn nộ trước sự kiểm soát của Mỹ đối với thuộc địa cũ của Tây Ban Nha” Fidel nhận xét qua một trong nhiều cuộc phỏng vấn sau này trong đời.
Ban đầu, Castro chọn làm việc tại các mỏ niken gần Santiago de Cuba, nhờ khả năng lao động nặng nhọc mà ông được nhận vào làm công nhân cho Công ty Đường sắt Vịnh Nipe, lúc này đang xây dựng nhà máy đường Preston. Ông đi về phía đông tới tỉnh Oriente là nơi có nhiều người lao động làm việc ở một vùng miền núi thù địch cách La Habana 500 dặm. Ông vào làm cho một công ty con thuộc hãng United Fruit Company của Mỹ với nhiệm vụ chỉ đạo việc bốc hàng lên các toa xe chở đường để rồi được trả một số thù lao.:27 Vào thời điểm này, các đồn điền của người Mỹ ở các vùng truyền giáo đang lan rộng khắp Cuba và công nhân được thuê chặt phá rừng gỗ cứng và trồng mía. Castro tổ chức một nhóm nhân công dưới quyền mình và thuê họ đến hãng United Fruit bán nước chanh từ cỗ xe bán rong của một đại lý.  Về sau, ông bỏ tiền ra mở một cửa hàng ở thị trấn Guaro để chào bán thiết bị và vật tư cho công nhân trồng mía. Lợi nhuận từ việc mua bán này đã giúp ông rời bỏ công việc ở hãng United Fruits. Ông còn thuê lao động nhập cư để chất lên xe bò kéo và đốn gỗ. Nhờ sự giúp đỡ của nhà hảo tâm Fidel Pino, ông cho mở một nhà hàng ở Guaro có cái tên phù hợp là Progress, nhưng việc kinh doanh thất bại và sau cùng buộc phải đóng cửa. Năm 1910, ông trở thành đồng sở hữu một khu mỏ mang tên The Desire, chỉ là một trong số những thương vụ đầu tư vào đất đai, chăn nuôi và kinh doanh gỗ đã làm nên tên tuổi của Castro ở Cuba.

## Doanh nhân Don Ángel
Năm 1914, ông khởi đầu sự nghiệp kinh doanh với những người nhập cư làm nghề tiều phu và bán cây. Nhờ kinh nghiệm của họ, ông bắt đầu liên lạc với người Mỹ nhằm ý định mua một số đất đai, ban đầu chỉ rộng 200 mẫu Anh. Trang trại mua được ở Biran lúc đầu còn nhỏ nên trong đêm khuya ông cho di dời các cột mốc gần đường bộ và đường sắt hơn. Ông chăn nuôi cừu và gia cầm, trú ẩn dưới một ngôi nhà sàn do chính mình xây cất giống như những ngôi nhà ở quê hương Galicia. Nó có một cái hiên rộng và các phòng lớn.  Đất đai chỗ này thích hợp trồng mía nhưng ông còn trồng thêm ngô, nuôi gia cầm và sau này là chăn nuôi gia súc. Ông nhanh chóng trở thành chủ tịch của một finca tên là Manacas, sở hữu cửa hàng, lò mổ và tiệm bánh riêng. Có tổng cộng 27 công trình bao gồm: trường học, nhà giáo viên, sân chọi gà, rạp chiếu phim, cửa hàng, quán bar, bida, bưu điện, nhà xưởng, nhà dành cho công nhân người Haiti và hiệu thuốc. Những người hàng xóm không trả được nợ có thể phải đấu tranh đặt cược mạng sống của mình trong sân chọi gà.
Dựa vào ý thức kinh doanh mạnh mẽ, ông vốn là một người cha có tư tưởng kiên định nhưng công bằng, dù không có niềm tin tôn giáo. Tuy vậy, ông vẫn bị thách thức nặng nề từ hành vi xấu của con trai mình tại trường. Do đó, ông quyết định gửi Fidel đi học tại trường tiểu học Dolores. Ángel có tinh thần nghĩa vụ mạnh bạo, ít nói và chăm chỉ, nhưng khởi đầu cuộc sống mà không biết mặt chữ. Vì vậy, ông quyết tâm dạy dỗ con cái bằng số tiền mà mình kiếm được. Họ lớn lên ở vùng nông thôn trong một trang trại nông nghiệp thô sơ, điều đó đã mang lại cho con trai ông là Fidel một vẻ ngoài kiên cường.
Ángel Castro từng có 500 công nhân người Haiti làm việc cho ông, và vào thời điểm ông qua đời, có tới 400 công nhân người Haiti trong khu đất này.:28 Castro làm ăn phát đạt và cuối cùng đã có thể mua 1800 ha và thuê thêm 10.000 ha đất để sản xuất gỗ thông, chăn nuôi và mía. Người ta nói rằng sự thịnh vượng này một phần là do sự đối xử khắc nghiệt với những công nhân phần lớn là người Haiti của ông và nhiều hành vi bóc lột bất hợp pháp khác nhau. Mặc dù có lẽ chi tiết hơi không chính xác, nhưng có mô tả sống động về cuộc sống cuối thập niên 1920, đặc biệt liên quan đến hoàn cảnh khó khăn của lao động hợp đồng người Haiti tại Antilla và Banes ở Bancroft phía bắc tỉnh Oriente lúc bấy giờ. Về sau, Fidel nhớ lại thói tham nhũng của cha mình, mua phiếu bầu từ các tầng lớp chính trị hiện có, nhưng theo tiêu chuẩn thời đó, ông có lẽ ít khắc nghiệt hơn so với nhiều điền chủ khác. Vào mùa đông, ông thuê công nhân dư thừa từ các đồn điền lân cận tới làm cỏ trên khu đất của mình.  Ông là một người đáng tôn kính, tử tế với con cái, thậm chí còn chiều chuộng chúng và hiếm khi nổi nóng, ngoại trừ khi chơi domino. Vào thập niên 1950, Ángel sở hữu số tài sản trị giá khoảng 500.000 đô la (tương đương $5.500.000 năm 2022). Dù bản thân là một nhà tư bản thành đạt, Castro vẫn ghét người Mỹ vì họ đã chinh phục phong trào giành độc lập của Cuba năm 1898. Xuất thân từ một gia đình nông dân chân thành bảo thủ, theo truyền thống Công giáo, nếu không thực tế thì ông đã nuôi dưỡng những nghi ngờ về sự xa hoa lộng lẫy và chủ nghĩa tư bản kiểu Mỹ mà ông khắc sâu vào con cái mình.

## Gia đình
Ángel Castro kết hôn với María Argota y Reyes vào ngày 25 tháng 3 năm 1911, hai ông bà có tổng cộng 5 người con: Manuel Castro Argota (1913–1914), María Lila Perfidia (Lidia) Castro Argota (1913–1991), Pedro Emilio Castro Argota (1914–1992), Antonia María Dolores Castro Argota (1915–1920) và Georgina de la Caridad Castro Argota (sinh năm 1918). Ông và vợ có tính cách trái ngược nhau. Được gia đình mệnh danh là "Maria giàu có", cô muốn mua quần áo đắt tiền và đồ trang sức bằng vàng và sống sang trọng ở thành phố Santiago. Ngược lại, Ángel thích leo núi và khám phá ngoài trời để tìm kiếm vùng đất mới.
Gia đình nhà Ruz González đặt chân đến đây vào năm 1917 từ Pinar del Rio miền tây Cuba.  Tình bạn của Ángel ngày càng phát triển nhờ Perfecto Ruz Vasquez đã giới thiệu cô cháu gái Lina Ruz González cho ông làm quen. Lina mới 15 tuổi và làm giúp việc trong nhà ông. Bà ham thích cưỡi ngựa. Ông có thêm bảy người con, trong đó có Fidel, Lina thì làm nội trợ cho ông. Sinh trưởng tại Catalina, Guane, Pinar del Rio, Cuba vào ngày 23 tháng 9 năm 1903, bà là con gái của Francisco Ruz Vázquez (1874–1961), một người buôn xe đẩy chở mía đến các nhà máy và Dominga González Ramos.  Họ kết hôn năm 1943, rồi sau sinh hạ những người con sau đây: Ángelita María Castro Ruz (1923–2012), Ramón Eusebio Castro Ruz (1924–2016), Fidel Alejandro Castro Ruz (1926–2016), Raúl Modesto Castro Ruz (sinh năm 1931), Juana de la Caridad (Juanita) Castro Ruz (1933–2023), Emma de la Concepción Castro Ruz (sinh năm 1935) và Agustina del Carmen Castro Ruz (1938–2017).  Ángel Castro còn có một người con trai khác tên là Martin Castro (1930–2017) với một tá điền tên gọi Generosa Mendoza. Một người con trai là nhà kinh tế học, một người khác là kỹ sư, người con cả đảm nhận công việc quản lý trang trại. Các cô con gái thì học chơi guitar và khiêu vũ. Hồi còn nhỏ, họ từng học bơi và ăn mừng đêm giao thừa bằng bữa tối gà tây.
Castro y Argiz qua đời tại làng Birán, 42 ngày trước khi con trai ông là Fidel đổ bộ xuống Los Cayuelos vào ngày 2 tháng 12 năm 1956. Ông qua đời vì xuất huyết tiêu hóa ở tuổi 80. Fidel Castro được cho là đã nhận được tin cha mình qua đời trong sự im lặng mang tính khắc kỷ. Di hài vợ ông là Lina được chôn cạnh ông tại Biran.